# Kontusz

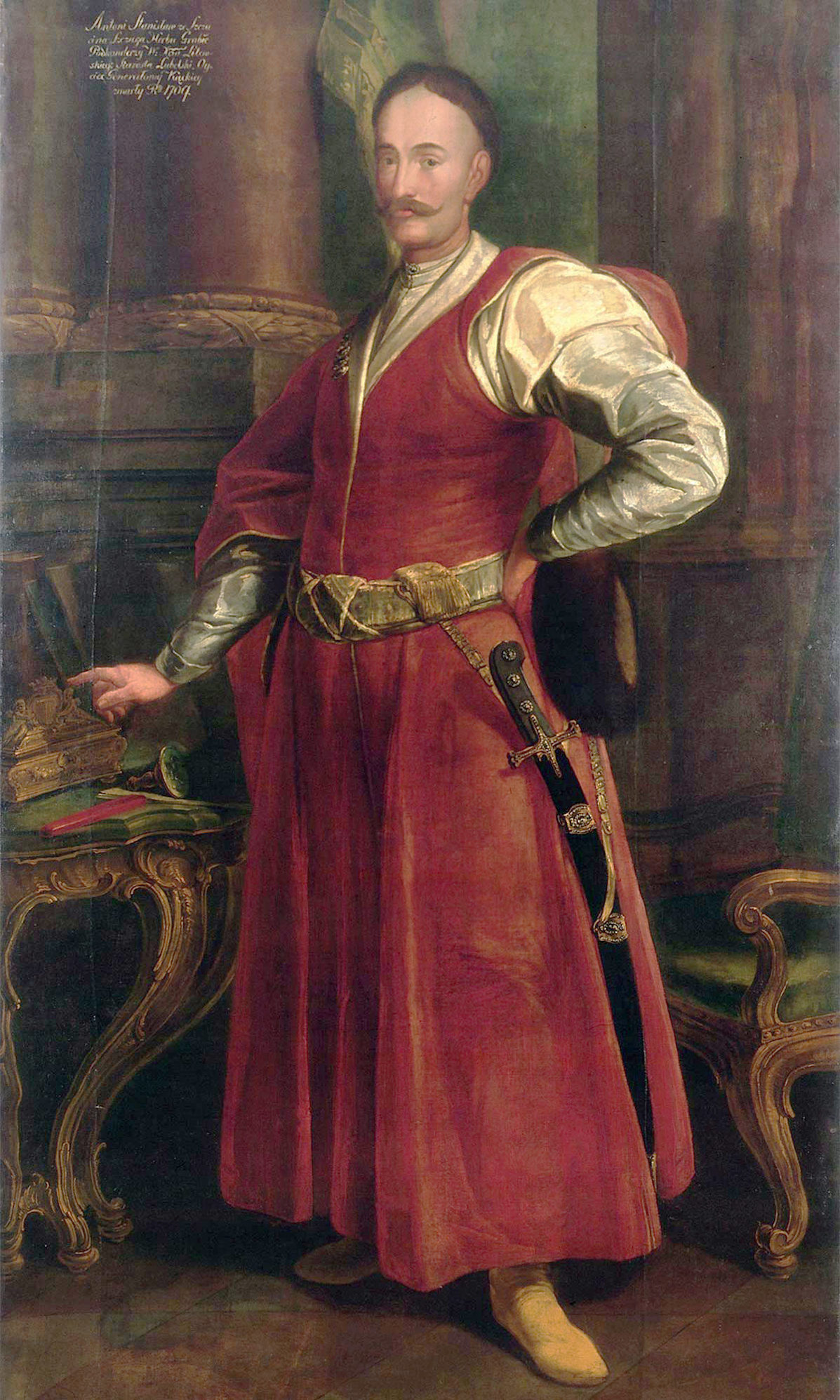
Ein polnischer Adliger in einem Kontusz

Der Kontusz war die traditionelle Männerbekleidung des polnischen Adels im 17. und 18. Jahrhundert. 

## Beschreibung

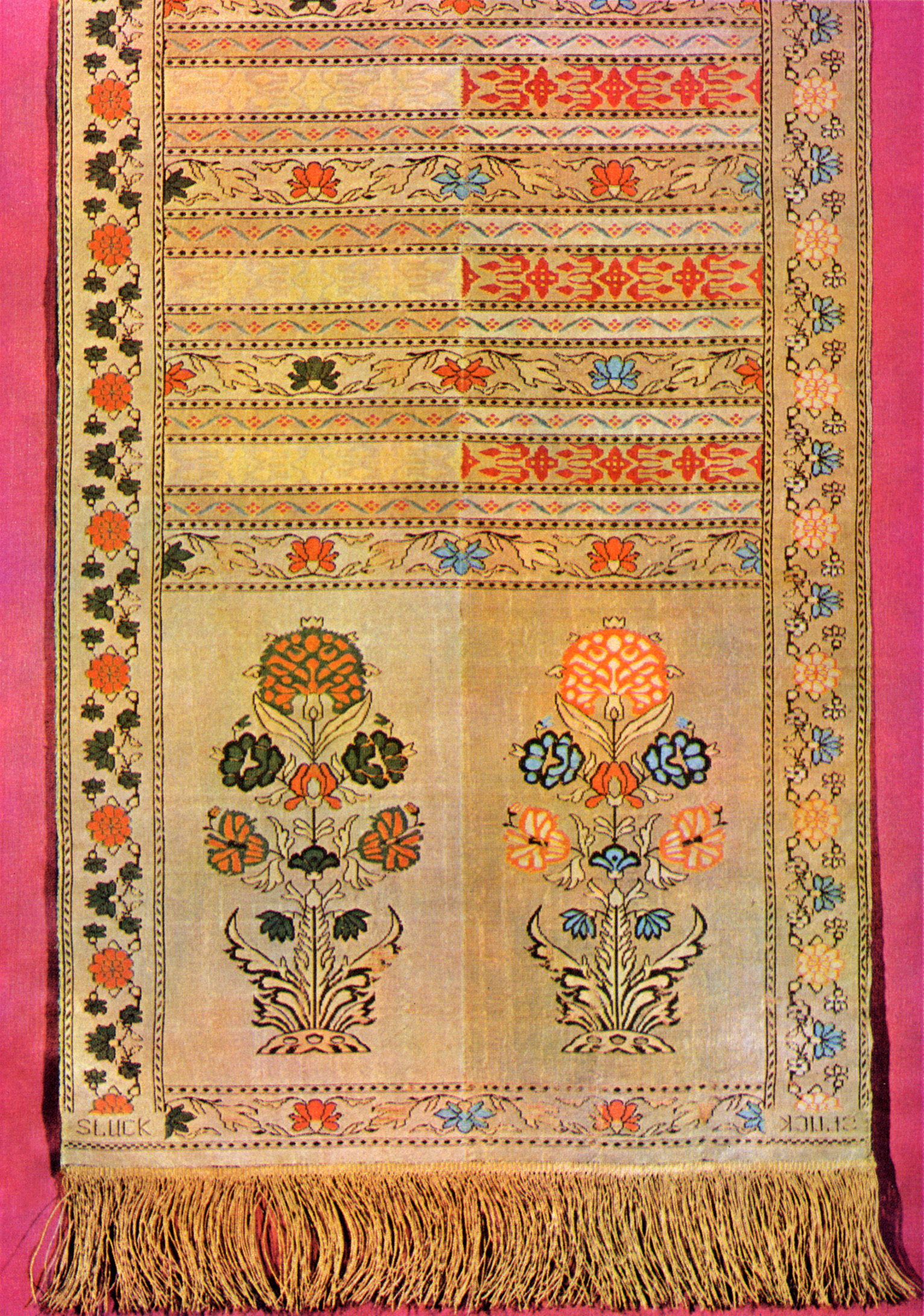
Eine seidene Schärpe aus Słuck

Das Kleidungsstück war ein fast bodenlanger Mantel, ärmellos oder mit geschlitzten Ärmeln, die entweder nach hinten gewendet, oder frei hängend getragen wurden. Statt des Gürtels wurde eine bis 4 m lange und 40 cm breite seidene Schärpe mit hängender Säbelkoppel getragen. Die Schärpe wurde längs zusammengefaltet; dabei wurde die Schärpe wochentags mit der spärlich dekorierten Seite nach außen getragen, und sonntags mit der reich dekorierten Seite. Die Schärpen waren ursprünglich aus der Türkei importiert, dann entstanden in Polen Webermanufakturen, die bekannteste in Słuck. Durch die Verlagerung der Produktion veränderte sich ihre Musterung, das Dessin wurden der polnischen Tragweise angepasst.  
Der Kontusz war eines der vielen Beispiele für türkische Einflüsse in Polen. Als im 18. Jahrhundert aus Westeuropa die Frackmode kam, galt das Tragen des Kontusz als Beweis des polnischen Patriotismus. In Galizien wurde der Kontusz noch im 19. Jahrhundert von den polnischen Würdenträgern bei festlichen Anlässen getragen. Zum Kontusz gehörte eine Pelzmütze mit einem Federbusch und ein Säbel, genannt Karabela.
Im Winter wurde der Kontusz unter einer Delia – einem Mantel aus Wollstoff, oft mit Pelzbesatz angezogen. Unter dem Kontusz wurde ein Żupan – ein langes Gewand aus dünnen, kostbaren Stoffen – getragen.

## Trivia
Im Computerspiel The Witcher 3: Wild Hunt kann der Figur Geralt ein Kontusz angezogen werden.